# Tara Parra
Tara Parra (La Habana, 23 de agosto de 1932) es una actriz mexicana, de origen cubano. Ha actuado en numerosas obras de teatro y también ha participado en telenovelas como Daniela, El extraño retorno de Diana Salazar y Destino.

## Carrera profesional
Parra fue de parte de la primera generación del Bellas Artes, inició su carrera a los 14 años de edad, en 1946 en la obra basada en la novela Rosalba y los llaveros y otras obras de teatro, al lado de Ignacio López Tarso quien interpretó a su padre. La obra fue dirigida por Salvador Novo.
Comenzó su carrera en el cine en el año 1981 con la película Carta a un niño. En televisión, su primer crédito fue en 1986 con la célebre telenovela Cuna de lobos. Sus mayores intervenciones estelares han ocurrido en el teatro, mientras que en cine y televisión son papeles más pequeños. Ha tenido papeles mayores en telenovelas como El extraño retorno de Diana Salazar (1988), donde interpretó a Constanza de Santiago y en Daniela (2002), donde interpretó a Consuelo Gamboa.
Estuvo casada con el escritor Argelio Gasca (1939-¿?), con quien tuvo dos hijos, la también actriz Kenia Gascón y el compositor David Gasca.

## Filmografía
- La casa de las flores (2020) como Yolanda Lascuráin
- Desenfrenadas (2020) como Teté
- Una familia con Madre (2019)
- Más sabe el diablo por viejo (2018) como Victoria Placeres[2]
- La delgada línea amarilla (2015) como Doña Carmen
- Destino (2013) como la Nana Sofía
- Hidden Moon (2012) como mujer sabia
- Mi universo en minúsculas (2011) como Elba
- Soy tu fan (2010) como Genoveva «Beba»
- Más allá de la luz (2010)
- Los Minondo (2010) como Isabel San Juan
- A cada quien su santo (2009) como Isaura
- Amor letra por letra (2008) como Refugio «Abue Cuca»
- El milagrito de San Jacinto (2007)
- Lo que callamos las mujeres (2007) como Nadia
- La sangre iluminada (2007)
- Sexo, amor y otras perversiones (2006) como madre
- Ni una vez más (2006) como Lourdes «Mamá Lulú»
- La leche y el agua (2006) como La Mujer
- Línea nocturna (2006) como Bromelia
- Sin ton ni Sonia (2003) como Rosa
- Una de dos (2002) como Ofelia
- Daniela (2002) como Consuelo Gamboa «Chelito»
- La culpa (1996) como la presidenta de las Damas
- María la del barrio (1995) como la madre superiora Matilde
- Prisionera de amor (1994) como Miriam
- Tiempo cautivo (1994) como Lula
- Madres egoístas (1991-1993) como Doña Soledad «Sol» Deschamps
- Destino (1989) como Beatriz
- Ángeles blancos (1989) como Remedios
- El extraño retorno de Diana Salazar (1988) como Doña Constanza de Santiago
- Cuna de lobos (1986) como Madame Tara
- Carta a un niño (1981) como Sara
- El diario de una señorita decente (1969) como Carla